# Никита Витюгов
Никита Витюгов (на руски: Никита Кириллович Витюгов) е руски шахматист, международен гросмайстор.

## Шахматна кариера
През април 2005 г. спечелва първенството на Русия за момчета до 18-годишна възраст. През май участва в традиционния мач между градовете Москва и Санкт Петербург, където побеждава с 2-0 точки Владимир Поткин от отбора на Москва. През юли участва в мач от разстояние между държавите Русия и САЩ, където побеждава Александър Стрипунски с 2-0 точки. През септември спечелва сребърен медал от европейското първенство за момчета до 18-годишна възраст. След последния кръг заема 1-2 м. с Павел Чарнота, но полякът е обявен за краен победител.
През март 2006 г. спечелва сребърен медал от първенството на Русия за момчета до 20 години. След последния кръг заема 1-2 м. с Борис Грачьов и резултат 7 точки от 11 възможни, но Грачьов е обявен за краен победител. През май взима участие в мач между градовете Москва и Санкт Петербург, където побеждава с 2-0 точки Сергей Григорянц от отбора на Москва. През юни завършва на трето място в първенството на Санкт Петербург с резултат 7,5 точки от 11 възможни. През юли спечелва турнира „Blue Sevan“ с резултат 6,5 точки от 9 възможни. През октомври спечелва сребърен медал от световното първенство за юноши до 20 години в Ереван.
През март 2007 г. завършва на второ място в първенството на Русия за момчета до 20 години с резултат 7 точки от 11 възможни. В края на годината участва в световната купа на ФИДЕ, където е отстранен в първия кръг от Константин Сакаев с 3-4 точки.
През август 2008 г. спечелва турнира „Baltic Sea Cup“ с резултат 7,5 точки от 10 възможни, оставяйки на второ място Борис Савченко със същия резултат. През ноември спечелва купата на Русия, след като побеждава на финала Борис Савченко с 1,5-0,5 точки.
През август 2009 г. заема участие в мач между отборите на Русия и Китай. Витюгов записва резултат 2,5 точки от 5 възможни при партиите по стандартен шахмат и 6,5 точки от 10 възможни при партиите по блиц шахмат. През декември завършва на трето място в първенството на Русия с резултат 5 точки от 9 възможни. В края на годината участва в световната купа на ФИДЕ, където е отстранен в четвъртия кръг от Сергей Карякин.
През април 2010 г. спечелва сребърен медал със състава на „СПбШФ“ от отборното първенство на Русия. През юни заема 4 м. с резултат 6,5 точки от 11 възможни на международния турнир на името на Анатолий Карпов в Пойковски. След последния кръг заема 3-4 м. с Дмитрий Яковенко, но последният заема третата позиция в крайното класиране заради по-добри показатели.
Витюгов участва на едно голямо отборно състезание със състава на Русия. През 2010 г. спечелва световното отборно първенство в Бурса, където се състезава като втора резерва. Витюгов постига индивидуален резултат 5,5 точки от 6 възможни, което му донася златен медал на дъска.